# Santa Cruz del Astillero
Santa Cruz del Astillero es una localidad del estado mexicano de Jalisco. Es parte del municipio de El Arenal. Fue fundada el 3 de septiembre de 1921.

## Toponimia
El nombre «Santa Cruz» hace referencia al patronazgo de la localidad: La Santa Cruz de Cristo.

## Demografía
| Gráfica de evolución demográfica |
|                                  |

| Censo | Población |
| ----- | --------- |
| 1921  | 354       |
| 1930  | 437       |
| 1940  | 446       |
| 1950  | 544       |
| 1960  | 856       |
| 1970  | 1 052     |
| 1980  | 1 430     |
| 1990  | 1 985     |
| 2000  | 2 286     |
| 2010  | 2 541     |
| 2020  | 2 293     |